# Darley José Kummer

Bischofswappen von Darley José Kummer.

Darley José Kummer (* 12. Mai 1967 in Roca Sales, Rio Grande do Sul) ist ein brasilianischer römisch-katholischer Geistlicher und Weihbischof in Porto Alegre.

## Leben
Darley José Kummer absolvierte 1987 ein theologisches Propädeutikum am propädeutischen Seminar São José in Gravataí. Von 1987 bis 1990 studierte er Philosophie an der Philosophischen Fakultät Imaculada Conceição in Viamão und von 1991 bis 1995 Katholische Theologie am Centro de Estudos Teológicos dom Edmundo Kunz, das dem Priesterseminar in Viamão angegliedert ist. Kummer wurde am 6. August 1995 zum Diakon geweiht und empfing am 13. Januar 1996 in der Pfarrkirche São José in Roca Sales das Sakrament der Priesterweihe für das Erzbistum Porto Alegre.
Kummer war zunächst als Pfarrvikar der Pfarrei São Vicente de Paulo in Cachoeirinha tätig, bevor er 1997 Diözesanjugendseelsorger des Erzbistums Porto Alegre wurde. Daneben belegte er von 2000 bis 2001 Kurse in Jugendpastoral. Von 2002 bis 2005 war er Pfarrer der Pfarrei Sagrado Coração de Jesus in Alvorada. Danach wirkte er am propädeutischen Seminar São José in Gravataí und leitete das Haus für Ruhestandsgeistliche des Erzbistums Porto Alegre. Nachdem Kummer von 2010 bis 2011 das propädeutische Seminar São José als Rektor geleitet hatte, wurde er Pfarrer der Pfarrei Imaculado Coração de Maria in Esteio. Daneben fungierte er von 2011 bis 2013 als Präsident der Vereinigung Fraterno Auxílio. Ab 2015 war Kummer Bischofsvikar für das Vikariat Canoas und ab 2016 zudem Pfarrer der Pfarrei São Luís Gonzaga in Canoas.
Am 10. April 2019 ernannte ihn Papst Franziskus zum Titularbischof von Elvas und zum Weihbischof in Porto Alegre. Der Erzbischof von Porto Alegre, Jaime Spengler OFM, spendete ihm am 8. Juni desselben Jahres in der Pfarrkirche São José in Roca Sales die Bischofsweihe; Mitkonsekratoren waren der Bischof von Montenegro, Carlos Rômulo Gonçalves e Silva, und der Weihbischof in Porto Alegre, Aparecido Donizete de Souza. Sein Wahlspruch Pela graça de Deus, sou o que sou („Durch Gottes Gnade bin ich, was ich bin“) stammt aus 1 Kor 15,10 . Als Weihbischof ist Kummer zusätzlich Generalvikar des Erzbistums Porto Alegre und Moderator der Kurie. Ferner ist er für das Vikariat Porto Alegre zuständig. Darüber hinaus gehört er dem Priesterrat und dem Konsultorenkollegium an.